# Łyntupy (stacja kolejowa)
Łyntupy (biał. Лынтупы, ros. Лынтупы) – stacja kolejowa w miejscowości Łyntupy, w rejonie postawskim, w obwodzie witebskim, na Białorusi. Położona jest na linii Królewszczyzna - Łyntupy, obecnie będąc jej stacją końcową.

## Historia
Stacja powstała w czasach carskich. W okresie międzywojennym oprócz linii normalnotorowej Królewszczyzna - Podbrodzie przez stację przebiegała linia wąskotorowa Nowe Święciany - Łyntupy - Narocz, zlikwidowana w czasach sowieckich.
Po upadku Związku Radzieckiego Łyntupy były białoruską stacją graniczną na granicy z Litwą. Ruch transgraniczny był prowadzony do początku XXI w. W 2003 Litwa oficjalnie go zlikwidowała (faktycznie był zawieszony prawdopodobnie od 2001). Później linia od Łyntup w stronę granicy państwowej została rozebrana, a Łyntupy zostały stacją krańcową. Linia fizycznie kończy się ok. 1 km za wyjazdem ze stacji.